# Středodunajská mohylová kultura

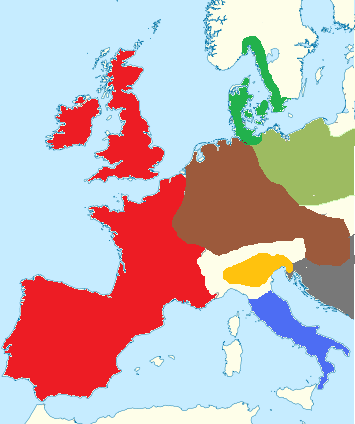
Evropa – střední doba bronzová

Středodunajská mohylová kultura je archeologická kultura střední doby bronzové chronologických stupňů BB1 až BC2 podle systému Paula Reineckeho. Vyznačuje se pohřbíváním zesnulých pod mohylami a je součástí komplexu mohylových kultur rozšířených od východní Francie po střední Evropu. Oblast jejího rozšíření zahrnuje dolní Rakousko, jižní Moravu, část západního Slovenska a severní část Zadunají v Maďarsku. Vzniká plynulým vývojem z kultur předešlého období závěru starší doby bronzové pod intenzivním kulturním vlivem z jihovýchodu a z východu a zaniká přechodem ke kulturám období popelnicových polí.
Během trvání této kultury došlo k rozvoji zpracování bronzu a výroby bronzové industrie, nastartovanému již v předešlém období. Bronzové nástroje se začaly používat v zemědělství (srpy), pro osobní hygienu (břitvy, pinzety) a objevily se zcela nové zbraně - meče, vyvinuté z dýk. Obživou tehdejšího lidu bylo zemědělství, významně efektivizované použitím bronzu, doplněné chovem dobytka, zejména hovězího. Vyšší produkce potravin umožnila vznik specializovaných řemesel, zejména metalurgických, a zvýraznit majetkové a funkční rozdíly společenských skupin.

## Dějiny bádání
Památky střední doby bronzové byly zjišťovány již od počátku 19. století, ale teprve jeho koncem začaly být zařazovány do tohoto období. V začátkem 20. století přibývalo nálezů a bylo možno vyčleňovat různé skupiny (O. Menghin roku 1920 zavedl danubsko-sudetskou skupinu), ale teprve po 2. světové válce byl akceptován zastřešující pojem středodunajská mohylová kultura zavedený již v roce 1937 Karlem Willvonsederem na základě jeho zpracování památek střední doby bronzové v Rakousku. Shrnutí nálezového fondu v Čechách vydal taktéž v roce 1937 Jaroslav Böhm.